# Ö́
Ne doit pas être confondu avec le lettre grecque Ο̈́.
Ö́ (minuscule : ö́), appelé O tréma accent aigu, est une lettre latine utilisée dans l’écriture du bribri, du cabécar, du chinantèque d’Ojitlán, du chinantèque d’Usila, du hopi, et de l’otomi de San Jerónimo Acazulco. Il est également utilisé dans l’étude du moyen bas allemand.
Elle est formée de la lettre O avec un tréma suscrit et un accent aigu.

## Représentations informatiques
Le O tréma accent aigu peut être représenté avec les caractères Unicode suivants : 
- précomposé (supplément Latin-1, diacritiques) :

| formes    | représentations | chaînes de caractères | points de code | descriptions                                            |
| --------- | --------------- | --------------------- | -------------- | ------------------------------------------------------- |
| capitale  | Ö́               | Ö◌́                    | U+00D6 U+0301  | lettre majuscule latine o tréma diacritique accent aigu |
| minuscule | ö́               | ö◌́                    | U+00F6 U+0301  | lettre minuscule latine o tréma diacritique accent aigu |

- décomposé (latin de base, diacritiques) :

| formes    | représentations | chaînes de caractères | points de code       | descriptions                                                        |
| --------- | --------------- | --------------------- | -------------------- | ------------------------------------------------------------------- |
| capitale  | Ö́               | O◌̈◌́                   | U+004F U+0308 U+0301 | lettre majuscule latine o diacritique tréma diacritique accent aigu |
| minuscule | ö́               | o◌̈◌́                   | U+006F U+0308 U+0301 | lettre minuscule latine o diacritique tréma diacritique accent aigu |